# Derek Rayner, Baron Rayner
Derek George Rayner, Baron Rayner (* 30. März 1926 in Norwich (Norfolk); † 26. Juni 1998 in Surrey) war ein britischer Geschäftsmann. Er war in leitenden Positionen bei Marks & Spencer (heute allgemein als M&S bekannt) beschäftigt und einer der großen britischen Einzelhändler, die das Unternehmen in den 1980er Jahren wiederbelebten und ihm zu einer raschen Expansion verhalfen. 1953 begann er seine Arbeit in der Firmenkette als Trainee und wurde 1984 der erste Vorstandsvorsitzende, der nicht aus den Gründerfamilien des Unternehmens stammte.

## Leben
Derek Rayner begann seine Karriere bei M&S 1953 als Trainee in der in Oxford gelegenen Filiale des Unternehmens, als ihn das damalige Vorstandsmitglied Lord Marcus Sieff bei einem Problem um seinen Rat fragte. Er stieg rasch in der Managementhierarchie von M&S und wurde 1967 ein Direktor.
Aufgrund seiner großen Management-Erfahrung bei M&S arbeitete Rayner zunächst während der Amtszeit des Premierministers Edward Heath (1970–1974) in verschiedenartigen Positionen für die britische Regierung. Er erreichte 1971, dass sich die britischen See-, Land- und Luftstreitkräfte ihre Ausstattung von einem einzigen Beschaffungsamt, der MoD Procurement Executive, besorgen ließen. Später beriet er auch Margaret Thatcher bei Maßnahmen, die zur Effizienzsteigerung im Regierungsapparat führen sollten; so plädierte er dafür, dass die Funktionäre weniger Sitzungen abhielten.
1982 kehrte Rayner zu M&S zurück und wurde zwei Jahre später zum Vorstandsvorsitzenden befördert, womit er als erste Person, die nicht aus den Firmengründungsfamilien Marks und Sieff stammte, diesen Posten bekleidete. Damals in den frühen 1980er Jahren erwies sich das Firmenmarkenzeichen „St. Michael“ als nicht mehr zeitgemäß, und der Umsatz an Bekleidung und Haushaltswaren war rückläufig. Rayner brachte das Unternehmen u. a. dadurch wieder auf Kurs, dass er Kostenreduktionen herbeiführte und die Mitarbeiter mehr motivierte. Ferner führte er eine strenge finanzielle Kontrolle, die Modernisierung der Filialen und eine weitere Expansion durch. Unter seiner Aufsicht kaufte die Handelskette 1988 um 770 Millionen Dollar das US-amerikanische Bekleidungsunternehmen Brooks Brothers, gab eine eigene Kundenkreditkarte heraus und vergrößerte das englische Filialnetz.
In Anerkennung seiner Regierungsarbeit war Rayner 1973 zum Ritter geschlagen worden. Zehn Jahre später, am 3. Februar 1983, wurde er als Baron Rayner, of Crowborough in the County of East Sussex zum Life Peer erhoben. Er starb am 26. Juni 1998 im Alter von 72 Jahren.